# HD 3024
HD3024 є хімічно пекулярною зорею
спектрального класу
A3 й має видиму зоряну величину в
смузі V приблизно  7.2.
.